# Єлітково

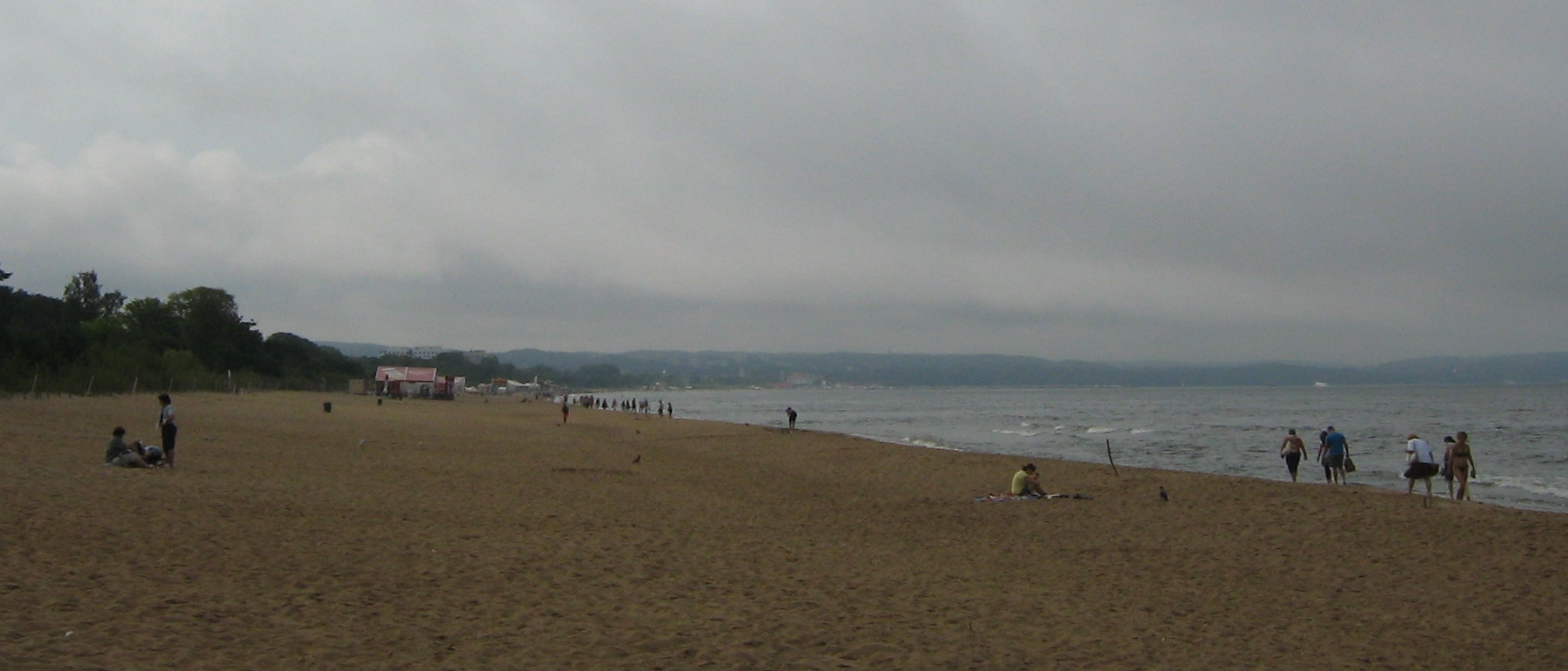
Пляж в Єлітково, вигляд в напрямку Сопоту

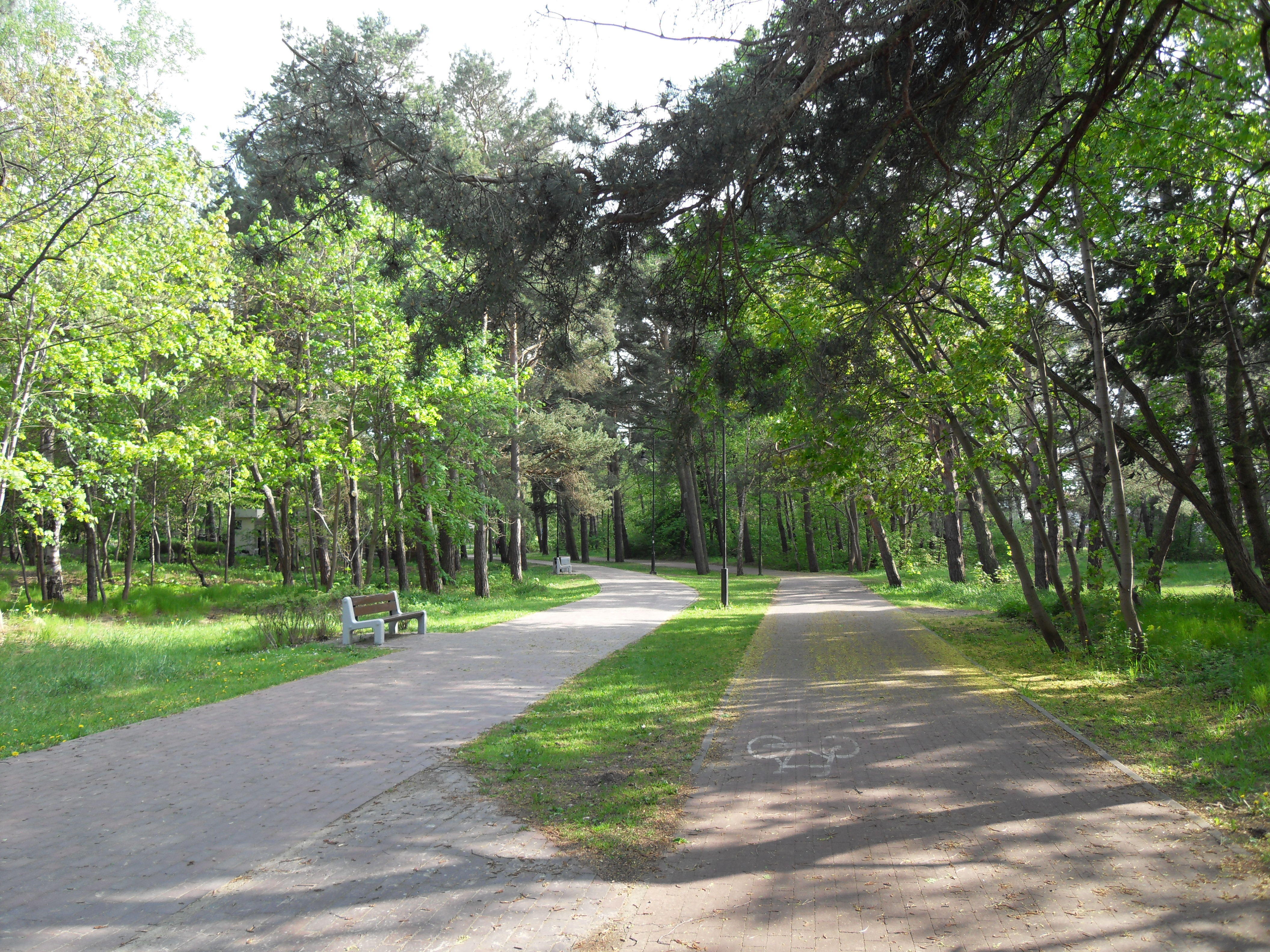
Єлітковський парк

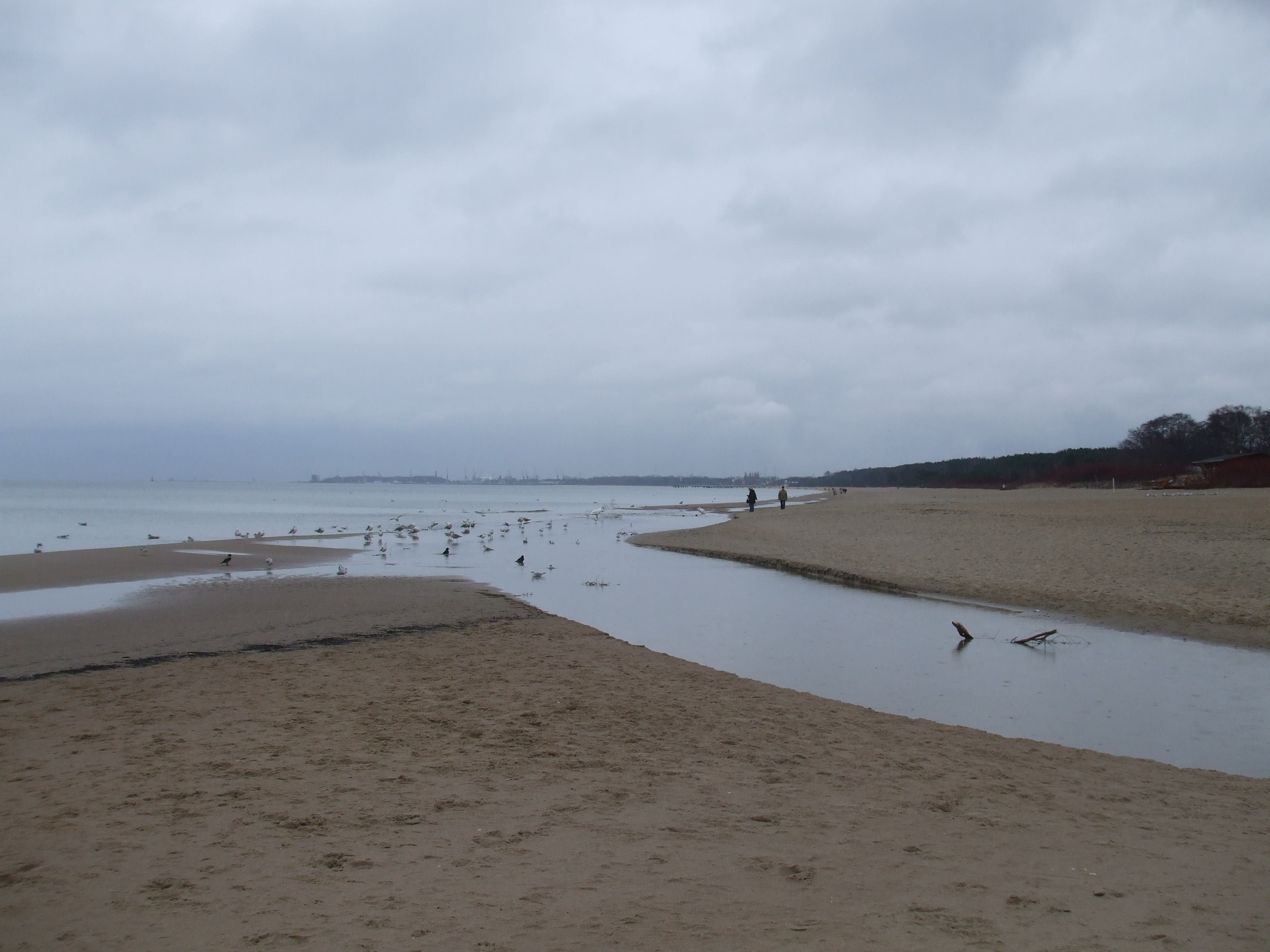
Впадіння річки у Гданську затоку в Єлітково

Єлітково (пол. Jelitkowo) – надморська частина міста Гданська. Перш за все відома як туристичний центр та курорт на Балтійському морі.